# Зарицький Олександр Леонідович
Олександр Леонідович Зарицький (нар. 10 серпня 1986) — український футболіст, який грав на позиції півзахисника. Відомий насамперед за виступами в клубній системі київського «Динамо» за другу і третю команди, а також за виступами в низці інших команд української першої ліги, а також у юнацьких збірних України різного віку.

## Футбольна кар'єра
Олександр Зарицький розпочав займатися футболом у СДЮШОР київського «Динамо». З 2003 року він отримав запрошення до професійної команди, проте до кінця 2006 року грав лише за дубль головної команди клубу, а також за команди «Динамо-2» в першій лізі та «Динамо-3» в другій лізі. На початку 2007 року Зарицький перейшов до складу команди першої ліги «Десна» з Чернігова. У другій половині року футболіст грав у складі команди другої ліги «Полтава». У першій половині 2008 року Олександр Зарицький грав у складі команди першої ліги «Сталь» з Алчевська, а в другій половині року грав у складі також першолігового луганського «Комунальника». На початку 2009 року футболіст удруге став гравцем чернігівської «Десни». У другій половині 2009 року Зарицький грав у складі команди першої ліги «Прикарпаття» з Івано-Франківська, після чого у складі професійних команд не грав.

## Виступи за збірні
У 2001 році Олександр Зарицький зіграв 3 матчі у складі юнацької збірної України віком гравців до 15 років. У 2003 році футболіст провів 6 матчів у складі юнацької збірної України віком гравців до 16 років. У 2003—2004 роках Зарицький грав у складі юнацької збірної України віком гравців до 18 років, за яку провів 7 матчів. У 2004—2005 роках він також грав у складі юнацької збірної України віком гравців до 19 років, за яку зіграв 15 матчів, у яких відзначився 1 забитим м'ячем.